# Tuanjie (socken i Kina, Heilongjiang, lat 45,39, long 125,95)
Tuanjie (kinesiska: 团结, 团结满族乡) är en socken i Kina. Den ligger i provinsen Heilongjiang, i den nordöstra delen av landet, omkring 66 kilometer sydväst om provinshuvudstaden Harbin. Antalet invånare är 33 780. Befolkningen består av 16 461 kvinnor och 17 319 män. Barn under 15 år utgör 13,0 %, vuxna 15-64 år 78 %, och äldre över 65 år 7,0 %.
Genomsnittlig årsnederbörd är 728 millimeter. Den regnigaste månaden är juli, med i genomsnitt 160 mm nederbörd, och den torraste är januari, med 6 mm nederbörd.